# دافي أرواخو
دافي أرواخو (بالبرتغالية: Davi Machado dos Santos Araújo‏) هو لاعب كرة قدم برازيلي، ولد في 20 مارس 1999 في باراكاتو ‏ في البرازيل.

## وصلات خارجية
- دافي أرواخو على موقع قاعدة بيانات كرة القدم.إي يو (الإنجليزية)
- دافي أرواخو على موقع Soccerway.com (الإنجليزية)